# Helstar
Gli Helstar sono un gruppo musicale heavy metal statunitense formatosi a Houston in Texas nel 1982.

## Storia del gruppo

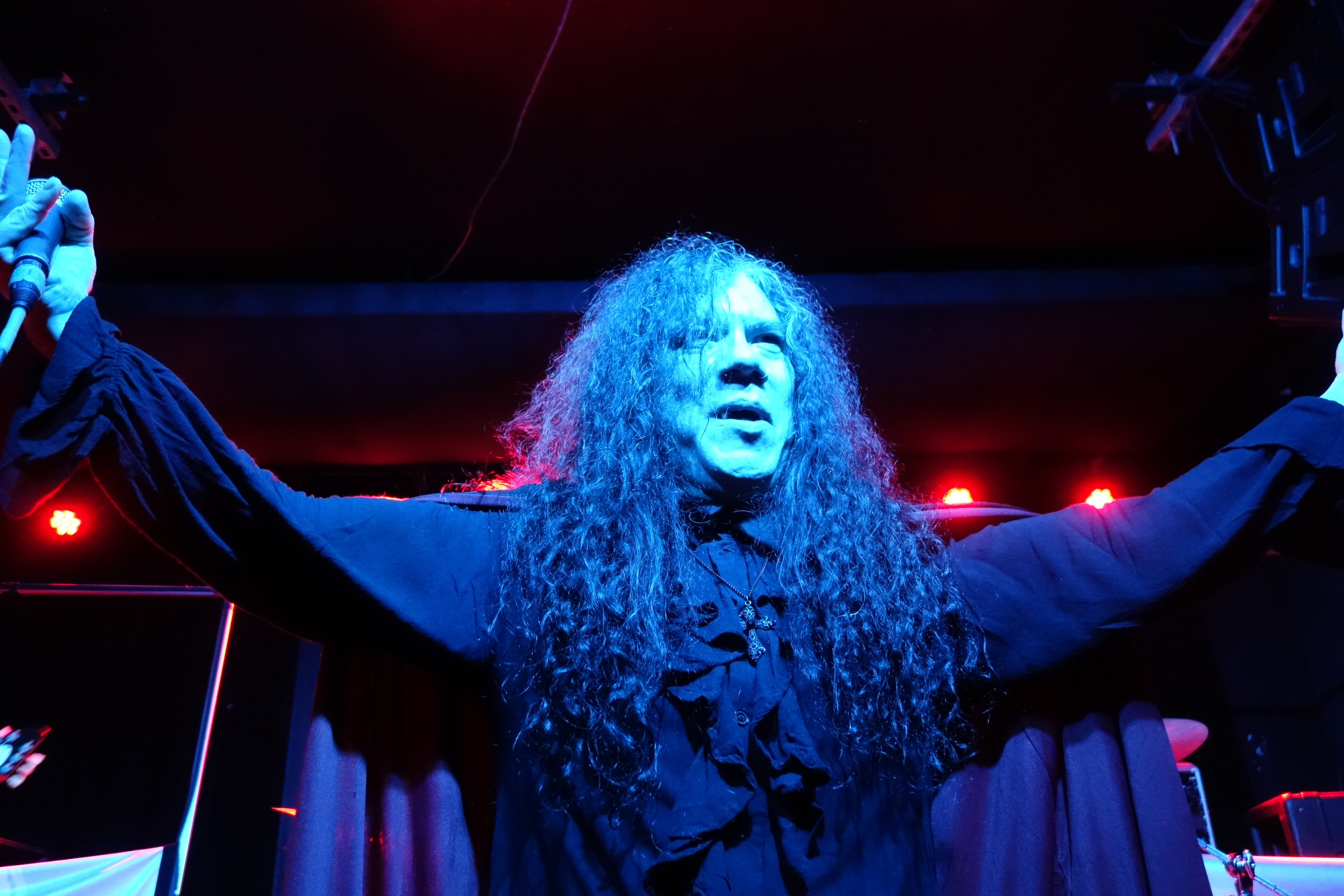
James Riviera al Saint Vitus Bar nel 2016

Gli Helstar sono un gruppo heavy metal americano. Hanno pubblicato nel 1984 il loro primo album, Burning Star per la Combat Records, la stessa etichetta che stava promuovendo gruppi come Megadeth e Exodus. Dopo non molto tempo tre dei membri originali hanno abbandonato il gruppo: Hector Pavon, Tom Rodgers e Paul Medina.
Nel 1986 dunque pubblicano un altro album, Remnants of War, dopo la quale produzione il gruppo lascerà l'etichetta, trasferendosi a Los Angeles (non senza cambio di formazione: assunsero Andre' Corbin alla chitarra e Frank Ferreira alla batteria) nel 1987.
Siglano un contratto con la Metal Blade, e con questa produrranno il loro terzo album, A Distant Thunder, nel 1988. Dopo questo gli Helstar intraprenderanno il loro primo tour europeo, facendo da opener alla più blasonata band di Yngwie Malmsteen, la Yngwie Malmsteen's Rising Force al Masters Of Rock in Belgio. Passeranno anche attraverso Paesi Bassi, Germania e Svizzera, con i Tankard e i Vendetta.
Ma è nel 1989 che gli Helstar producono il loro album più rappresentativo, Nosferatu. Purtroppo questo lavoro è stato accolto, inizialmente, con freddezza, e solamente col tempo sarà rivalutato.
Infatti la casa discografica, insoddisfatta, non li sosterrà più e, con il morale ormai a terra, il gruppo andrà sempre più alla deriva. Abbandoneranno il gruppo Andre' Corbin e Frank Ferreira, e il gruppo cercherà di produrre un demo, che però non verrà assolutamente preso in considerazione dalle case discografiche. Dopo questo, Larry abbandona la band, causando lo scioglimento della band. James Rivera ha diverse volte provato a ricostituire il gruppo con diverse formazione (sotto il nome di Helstar), ma nessuna di queste ha prodotto qualcosa anche di solo vicino alla qualità degli Helstar originali.
Dal 2001, grazie alle riunioni organizzate da James Rivera e dal bassista Jerry Abarca, sono stati prodotti diversi album live, ma non è stato composto niente di nuovo.
Nel 2006, per la prima volta da oltre 15 anni, anche Larry Barragan si è riunito agli Helstar che quindi hanno dichiarato di essere nuovamente in attività. Insieme a Rivera, Abarca e Barragan, si sono riuniti anche il chitarrista di Remnants of War, Robert Trevino e il batterista di Multiples of Black, Russell De Leon. Con questa formazione hanno pubblicato Sins of the Past, un greatest hits di canzoni registrate nuovamente e originariamente contenute nei primi quattro album della band, con l'aggiunta di due canzoni inedite che verranno poi incluse in una nuova versione sull'album del 2008 intitolato The King of Hell.
Nel 2010, il batterista è stato sostituito da Mikey Lewis e nel 2013 gli Helstar hanno annunciato che il bassista Jerry Abarca si è momentaneamente separato dalla band a causa di una malattia allo stomaco. Per le esibizioni dal vivo di quel periodo è stato ingaggiato il bassista Michael LePond. Nel 2014 gli Helstar hanno pubblicato This Wicked Nest e nel mese di agosto del 2016 è uscito il loro decimo album intitolato Vampiro, che ha visto l'ingresso nella formazione di Garrick Smith al basso (entrato nella band già nel 2014) e di Andrew Atwood alla chitarra in sostituzione di Rob trevino.

## Formazione

### Formazione attuale
- James Rivera - voce
- Larry Barragan - chitarra
- Andrew Atwood - chitarra
- Garrick Smith - basso
- Mikey Lewis - batteria

### Ex componenti
- Tom Rogers - chitarra
- André Corbin - chitarra
- Rob Trevino - chitarra
- Paul Medina - basso
- Jerry Abarca - basso
- Hector Pavon - batteria
- Rene Luna - batteria
- Frank Ferreira - batteria
- Russell De Leon - batteria

## Discografia
Album in studio
- 1984 - Burning Star
- 1986 - Remnants of War
- 1988 - A Distant Thunder
- 1989 - Nosferatu
- 1995 - Multiples of Black
- 2008 - The King of Hell
- 2010 - Glory of Chaos
- 2014 - This Wicked Nest
- 2016 - Vampiro
- 2021 - Clad In Black

Album dal vivo
- 2000 - Twas The Night of a Helish Xmas

Raccolte
- 2001 - The James Rivera Legacy
- 2007 - Sins of the Past

## Videografia
- 2006 - Burning Alive
- 2013 - 30 Years of Hel